# Altiplà de Loess
L'altiplà de Loess (xinès simplificat: 黄土高原; xinès tradicional: 黃土高原; pinyin: huángtǔ gāoyuán), també conegut com a altiplà de Huangtu, és un altiplà que cobreix una àrea d'uns 640.000 km² a les parts altes i mitjanes del riu Groc a la Xina. El loess és el nom del terra llimós que ha estat dipositat per tempestes de vent a l'altiplà durant els anys. El Loess és un terra altament propens a l'erosió i, per tant, susceptible de les forces del vent i l'aigua. L'altiplà de Loess i la seva terra polsegosa cobreixen gairebé tot Shanxi, Shaanxi, i part de la província de Gansu i la regió autònoma de Ningxia Hui, així com petites parts d'altres províncies.

## Coves
Des de temps antics, a l'altiplà s'han construït coves que han estat utilitzades com a habitatges, aprofitant així el gran poder aïllant del loess durant els freds hiverns i els calorosos estius de la zona. Algunes famílies segueixen habitant aquestes cases coves, conegudes en xinès com a yaodong (窑洞, yáodòng, "cova forn"). Mereixen destacar-se les situades en Yan'an, en les quals Mao Zedong va tenir el seu quarter general en la dècada de 1939. Aquest tipus de construccions es van revelar particularment vulnerables als efectes del terratrèmol de Shaanxi de 1556, en el qual van morir aproximadament 830.000 persones.

## Història
En temps antics, aquesta regió fou un centre important de la ruta de la seda. Els béns es traslladaven en caravanes cap a l'oest duien or, robí, jade, teixits, corall, ivori i obres d'art. De tornada a l'est venien amb armes de bronze, pells, ceràmiques i escorça de canyella.

## Clima
L'altiplà té un clima semiàrid (classificació climàtica de Köppen) amb una important influencia monsònica. Els hiverns són freds i secs mentre que els estius són molt càlids i en molts llocs calorosos. Les precipitacions tendeixen a ser molt concentrades a l'estiu, quan la zona rep una forta radiació solar.

## Agricultura i medi ambient

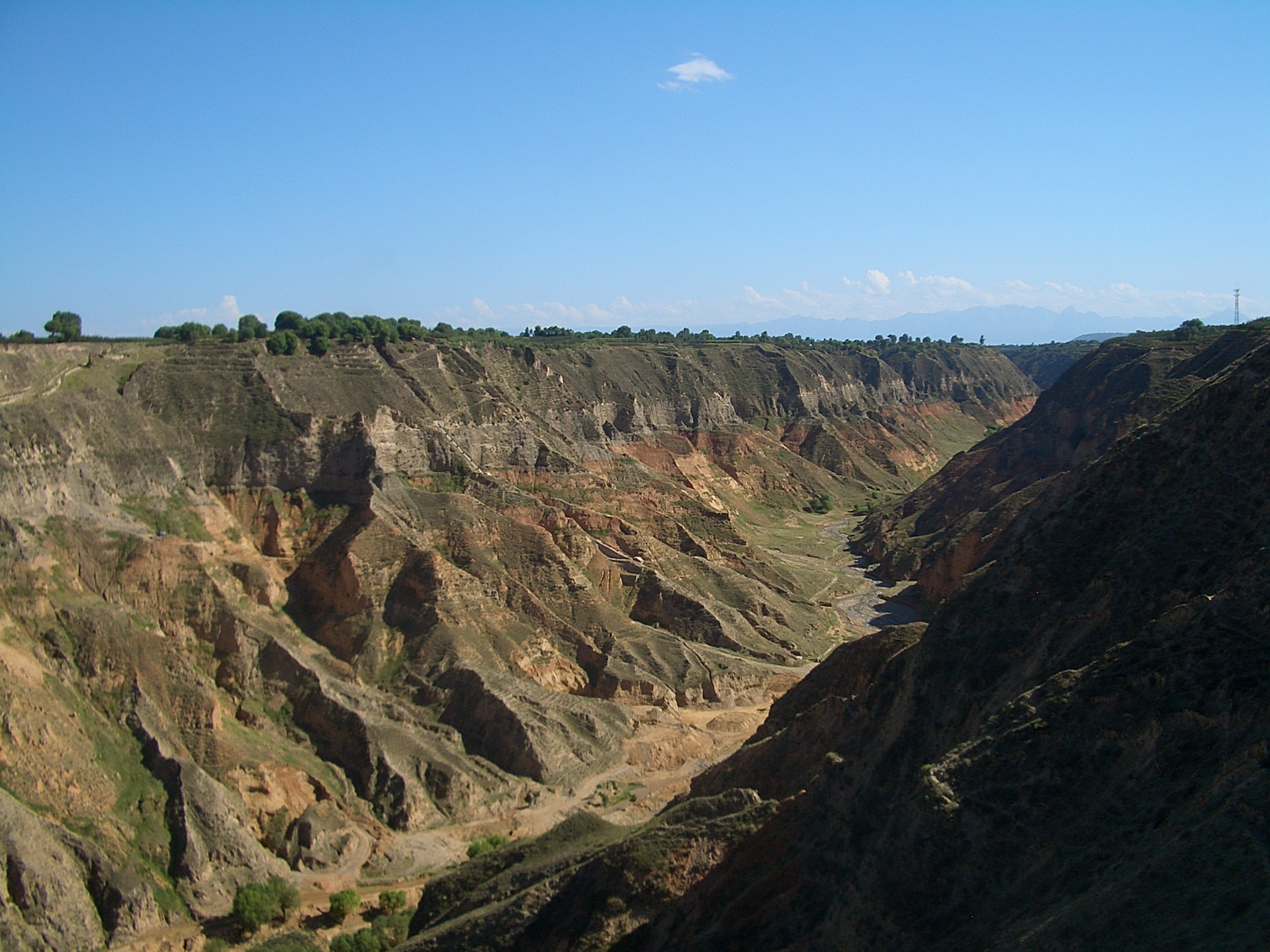
La degradació de la terra té com a resultat la formació de canyons com aquest al comptat de Linxia, Gansu. Degut a la degradació de la vegetació, hi ha una reducció del poder de succió d'humitat per part del sol, el que va formar aquest riu que corre cap al riu Daixa.

L'altiplà era molt fèrtil i fàcil de cultivar en temps antics. Això va contribuir al desenvolupament de la primerenca civilització xinesa al voltant de l'altiplà però segles de sobrepastura, agricultura de subsistència, deforestació per aconseguir llenya i el cultiu de conreus en vessants juntament amb el gran increment de població Xinesa han resultat en la degradació dels ecosistemes, desertificació i economies locals pobres.
Per a revertir aquesta tendència, es va iniciar el projecte de rehabilitació de les conques hidrogràfiques de l'altiplà de Loess i així rehabilitar la terra i millorar les condicions de vida de la gent. El projecte va guiar a la població de l'altiplà a canviar les seves pràctiques de ramaderia, afavorir la regeneració natural de les praderies, arbres, coberta arbustiva en els vessants que s'havien usat anteriorment en cultius i la restauració de la terra mitjançant cultiu en feixes i la replantació. Aquests esforços han permès incrementar del 17% al 34% la vegetació i "durant la vida del projecte, l'equilibri ecològic fou restaurat en una àmplia zona que abans era considerada per molta gent impossible de recuperar". A més, més de 2,5 milions de persones van sortir de la pobresa al duplicar els seus ingressos.
La restauració s'ha produït en una superfície d'uns 35.000 quilòmetres quadrats (al voltant del 5% de l'àrea total de l'altiplà). Els resultats han reduït les càrregues massives de llim al riu Groc en aproximadament un per cent